# Джайн, Ракеш
Ракеш Джайн (англ. Rakesh K. Jain, род. 18 декабря 1950) — индийско-американский учёный, специалист в области биологии рака и химии.
Профессор Гарвардской медицинской школы, а прежде Университета Карнеги — Меллона, сотрудник Массачусетской больницы общего профиля и Массачусетского технологического института, член Национальных Академии наук (2009), Медицинской (2003) и Инженерной (2004) академий США (лишь один из девятерых, удостоенных такого тройного членства), иностранный член Индийской национальной академии наук (2015).
Удостоен Национальной научной медали (2013).
В 2014—2017 годах приводится Thomson Reuters в числе 1 % наиболее цитируемых исследователей в области клинической медицины.

## Биография
Вырос в небольшом городе в Индии.
Окончил Индийский институт технологии по химической инженерии (1972). В том же году попал в США. Степени магистра (1974) и доктора философии (1976) также по химической инженерии получил в Делавэрском университете; в 2003 году он будет введен в его Зал славы для выпускников. Прошёл подготовку в лаборатории патолога Pietro M. Gullino в Национальном институте рака.
В 1976—1978 годах — ассистент-профессор Колумбийского университета.
Затем (с 1978) преподаватель Университета Карнеги — Меллона: ассистент-профессор, а со следующего года ассоциированный профессор и в 1983—1991 годах полный профессор — химической и биомедицинской инженерии.
С 1991 года профессор радиационной онкологии (биологии рака) Гарвардской медицинской школы и сотрудник Массачусетского технологического института, одновременно с того же года директор Лабораторий биологии рака Массачусетской больницы общего профиля. Являлся приглашённым профессором в Калифорнийском университете в Сан-Диего, Стэнфордской медицинской школе, университетах Германии и др.
Член редколлегий JAMA Oncology (с 2015), PNAS (с 2015) и др.
Член Американской академии искусств и наук (2008) и Американской ассоциации содействия развитию науки (2014).
Фелло-основатель American Institute for Medical and Biological Engineering (1992), фелло Национального фонда исследования рака (2014).
Почётный фелло Индийского института инженеров химии (2001).
Почётный доктор Лёвенского католического университета (2015), Индийского института технологии (2015), Университета Дьюка (2015).

## Награды и отличия
- Стипендия Гуггенхайма (1983—1984)
- Премия Гумбольдта (1990—1991)
- Outstanding Investigator Grant, National Cancer Institute (1993—2000)
- Outstanding Achievement Award, Society of American Asian Scientists in Cancer Research (2006)
- Breast Cancer Research Innovator Award Министерства обороны США (2010-15)
- Национальная научная медаль (2013)
- AACR-Princess Takamatsu Lecture/Award (2014)
- Международный лектор Princess Takamatsu Cancer Research Fund (2016)
- One of the Most Influential/Cited Authors on the 75th Anniversary of Cancer Research (2016)[6]
- Lifetime Achievement Award, American Assoc. of Indian Scientists in Cancer Research (2017)